# Entwurf eines hannoverschen Landrechts
Der Entwurf eines hannoverschen Landrechts von Friedrich Esaias Pufendorf (Entwurf eines auf Veranlassung des weiland Herrn Geheimten Raths von Behr verfassten CODICIS GEROGIANI, Abk. Entwurf Codicis Georgiani) umfasst 128 Titel, insgesamt 1570 Paragrafen  und 25 Paragrafenzusätze und Anmerkungen. Die Anzahl der Paragrafen pro Titel ist nicht konstant, vielmehr gibt es solche, die nur aus einem oder zwei Paragrafen bestehen, und solche mit bis über 70. Inhaltlich werden Materien aus allen Rechtsgebieten berührt, wobei der Entwurf auf den von Pufendorf in seinem Buch "Observationes iuris universi" ausgewerteten Erkenntnissen des Oberappellationsgerichts (OAG) Celle aufbaut. Eine systematische Gruppierung der Titel in Bücher oder nach Rechtsmaterien ist aber kaum erkennbar.

## Geschichte
Wann Pufendorf den Entwurf erarbeitet hat, ist nicht abschließend geklärt. 1819 war das Werk in Anbetracht darin vorkommender Verweise auf landesherrliche Verordnungen auf 1760 bis 1772 datiert worden. 1888 wurde der Zeitraum von 1760 bis 1762 angegeben.
Die neuere Forschung schließt schon daraus, dass das Werk nach dem Tode des hannoverschen Ministers von Behr fertiggestellt wurde. Auch ein Vergleich mit den Observationes iuris universi wird herangezogen: So zitiert der Entwurf schon ganz zu Anfang in Tit. 69 § 8 die Observatio Nr. 36 aus dem vierten Band der Observationes. Da die bedeutende Calenberger Meierordnung von 1772 noch nicht berücksichtigt ist, obwohl Tit. 43-46 vom Meierrecht handeln, soll der Entstehungszeitraum zwischen 1770 und 1772 liegen. Andere gelangen mit 1768 bis 1772 zu einem ähnlichen Ergebnis. Die Fertigstellung erfolgt jedenfalls relativ sicher 1772.
Unbekannt ist auch der Anlass des Entwurfs. Aus dem Titel: „...auf Veranlassung des weiland Herrn Geheimten Raths von Behr ...“ folgerte die frühere Literatur, es liege ein Auftrag von Minister von Behr zugrunde. Ein amtlicher Auftrag ist jedoch ansonsten nicht bezeugt. Veranlassung könnte auch eine private Anregung von Behrs gewesen sein. Neuere Stimmen in der Forschung ziehen einen Briefwechsels Pufendorfs mit dem Präsidenten des OAG Celle Lenthe, der von Behr in London vertrat, heran. Dort ist vom Entwurf die Rede. Da Pufendorf aber ansonsten über den Entwurf selbst in seiner Autobiographie schweige sei zu vermuten, dass ein zwar offizieller, aber geheimer Auftrag zugrunde lag.
Insgesamt kann von einem systematisch konstruierten Gesetzentwurf daher nicht gesprochen werden. Auch der Eindruck einer Kodifikation ergibt sich aufgrund der Unvollständigkeit des Entwurfs nicht. Die methodische Vorgehensweise Pufendorfs ist eine andere: Es sollen lediglich streitige Rechtsfragen in Anlehnung an die Rechtsprechung des OAG Celle entschieden werden  um die Inkongruenz zwischen fortbestehendem gemeinem Recht und deutscher Wirklichkeit zu überwinden. Die im Land vorhandenen Rechte sollen also nicht zu Gunsten eines neuen Gesetzes beseitigt, sondern Ziel ist, mit den Worten der Promulgationsurkunde, nur „das Ungewisse (...) näher zu bestimmen, wie es (...) zu erfordern geschienen hat“. Tit. I § 1 Satz 2 wiederholt diese Programmatik, indem Pufendorf den König sich darauf beschränken lässt „bekannt gemachte Zweifel durch dieses (...) Gesetz-Buch (...) zu entscheiden“.
Damit ist der Entwurf jedenfalls auf den ersten Blick der so genannten Kontroversen-Gesetzgebung zuzuordnen. Nur die Regelungen des allgemeinen Strafrechts muten wie eine Kodifikation an. Das liegt aber daran, dass in diesem Bereich die größten Unsicherheiten und daher aus der methodischen Sicht der Kontroversen-Gesetzgebung der Regelungsbedarf am größten war. An dieser Stelle ergibt sich also nur der Eindruck einer Kodifikation, ohne dass ein entsprechender Anspruch zugrunde liegt.
Eine erste Teilveröffentlichung des Entwurfs datiert von 1791, wobei aber nur die vom Lehenrecht handelnden Tit. 31, 33-40, 42 abgedruckt wurden. 1819 erfolgte ein Druck der Inhaltsübersicht. Im Folgenden wurde in Bezug auf letzteren nur noch pauschal von der Existenz des Entwurfs berichtet.
So erlangte der Entwurf dann auch niemals Gesetzeskraft. Der Grund dafür ist bislang ungeklärt. Es ist nur zu vermuten, dass dies auf den Widerstand der allen Reformbestrebungen Georgs III. gegenüber skeptischen hannoverschen Stände zurückzuführen ist.